# Colona flagrocarpa
Colona flagrocarpa är en malvaväxtart som först beskrevs av C. B. Cl., och fick sitt nu gällande namn av William Grant Craib. Colona flagrocarpa ingår i släktet Colona och familjen malvaväxter. Inga underarter finns listade i Catalogue of Life.